# Thomas Werner (Kunsthistoriker)

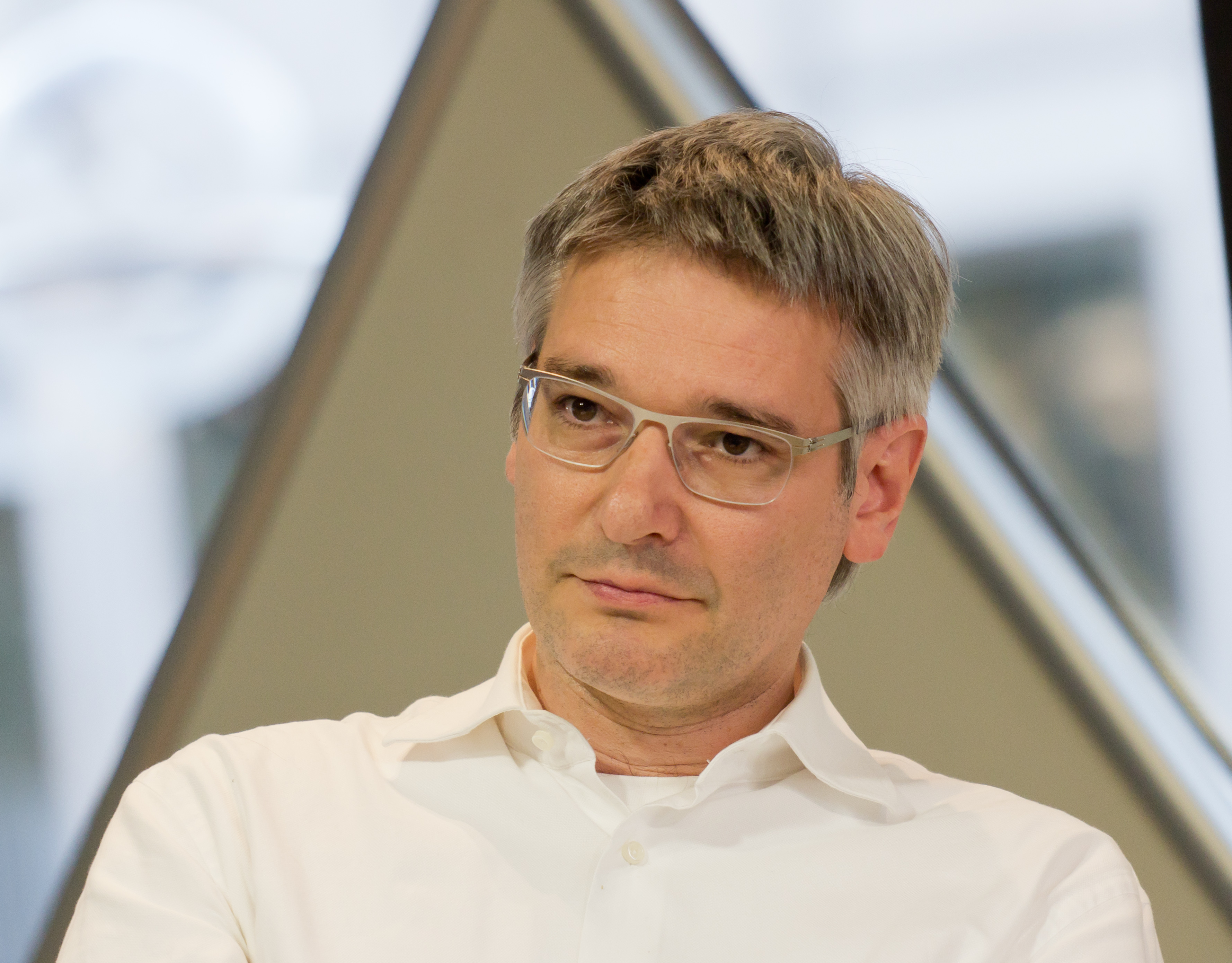
Thomas Werner 2013

Thomas Werner (* 4. Mai 1962 in Kiel) ist ein deutscher Architekt und Kunsthistoriker. Seit Dezember 2012 ist er leitender Stadtkonservator im Amt für Denkmalschutz und Denkmalpflege der Stadt Köln.

## Werdegang
Werner studierte von 1984 bis 1991 Architektur an der Fachhochschule Köln, das er mit einem Diplom abschloss, sowie im Anschluss bis 1997 ein Magisterstudium der Kunstgeschichte, Archäologie und Philosophie an den Universitäten Köln und Bonn. Im Jahr 2000 promovierte er in Köln mit der Arbeit Die Gliederungssysteme der frühstaufischen Chorfassaden im Rhein-Maas-Gebiet.
Praktische Erfahrungen als Architekt sammelte Werner in den Jahren 1988 bis 2002 als Mitarbeiter und Projektleiter in Architekturbüros in Düsseldorf und Köln. Seit 2003 ist er regelmäßiger Rezensent für die Fachzeitschrift Bauwelt und das Online-Rezensionsjournal Kunstform.
Nach Lehraufträgen an der FH Köln folgte in den Jahren 2005 bis 2008 eine Zeitprofessur an der msa – muenster school of architecture für Geschichte und Theorie der Architektur. Anschließend erhielt er eine Gastprofessur für Architektur- und Designgeschichte an der Kunsthochschule Burg Giebichenstein in Halle an der Saale. Im Jahr 2011 war er als Vertretungsprofessur für Entwerfen im Bestand und Denkmalpflege am Standort Detmold der Hochschule Ostwestfalen-Lippe tätig.
Parallel zu seiner letzten Professur wurde Werner im April 2011 von der Stadt Köln beauftragt, die Revitalisierung des „Gerling-Quartiers“ im Bezirk um die romanische Kirche St. Gereon denkmalpflegerisch zu betreuen. Anschließend wurde er stellvertretender Amts- und Abteilungsleiter für praktische Denkmalpflege, Bauforschung und Inventarisation. Seit Dezember 2012 bekleidet er das Amt des Stadtkonservators, das er seit Sommer 2012 bereits kommissarisch für die ausgeschiedene Renate Kaymer geleitet hatte.
Werner will sich dafür einsetzen, dass die Romanischen Kirchen Kölns auf die Liste des UNESCO-Weltkulturerbes gesetzt werden. Zudem möchte er, dass Bauten aus den 60er und 70er Jahren in der Stadt Köln nicht kritiklos abgerissen werden. So stellte er auch die Europaschule im Kölner Stadtteil Raderthal unter Denkmalschutz.

## Publikationen
- Die Gliederungssysteme der frühstaufischen Chorfassaden im Rhein-Maas-Gebiet (Veröffentlichung der Abteilung Architekturgeschichte des Kunsthistorischen Instituts der Universität zu Köln, Band 75), zugleich Dissertation an der Universität zu Köln, 2000.